# Faculdade de Medicina de Campos
A Faculdade de Medicina de Campos (FMC) é uma instituição de ensino superior filantrópica, localizada no município de Campos dos Goytacazes, Rio de Janeiro, Brasil. É uma das mais tradicionais instituições de ensino médico do Brasil, com mais de 50 anos de história.  De acordo com avaliação do Ministério da Educação em 2019, apresenta Conceito Institucional 4.

## História

### Fundação Benedito Pereira Nunes
A Fundação Benedito Pereira Nunes (FBPN) é uma entidade de fins filantrópicos, originariamente criada em 06 de dezembro de 1934, com a finalidade de manter a Policlínica e Maternidade de Campos. Em 20 de setembro de 1946, passou a manter também o Hospital Infantil, mantendo-se assim em sua atividade assistencial, sempre voltada para as necessidades sociais. Em 07 de dezembro de 1962, assume a nomenclatura atual e com isso incluídos entre suas finalidades as prerrogativas de “Criar, instalar e manter estabelecimentos de Ensino Médico e Paramédicos e Institutos Científicos”. Os edifícios ocupados até então pelas unidades de nossa região, passaram a servir de sede a Faculdade de Medicina de Campos. Em 1º de outubro de 1979, a Fundação Benedito Pereira Nunes incorporou a extinta Liga Campista e Norte-Fluminense de Combate ao Câncer, e com ela o Hospital Álvaro Alvim. O maior patrimônio da Fundação Benedito Pereira Nunes é constituído pela sua história de honestidade, seriedade e firmeza na perseguição de seus ideais e finalidades, que se confundem com os da comunidade do Norte-Fluminense.
A Fundação Benedito Pereira Nunes tem por finalidade:
- Prestar serviços médicos, especialmente às pessoas carentes;
- Criar, instalar e manter estabelecimentos de ensino médico e paramédicos e institutos científicos;
- Criar e manter serviços educacionais e assistenciais correlatos aos seus fins;
- Manter intercâmbio com outras entidades dedicadas aos serviços médicos, hospitalares, de ensino médico e paramédico;
- Colaborar, manter intercâmbio ou estabelecer contratos ou convênios com hospitais locais ou regionais, particulares ou públicos, para atender às suas finalidades, aos seus planos de trabalho e aos objetivos dos cursos médicos e paramédicos.

### Faculdade de Medicina de Campos
Mediante resolução tomada pela Sociedade Fluminense de Medicina e Cirurgia (SFMC), na sessão de 09 de novembro de 1964 em fundar em Campos uma Faculdade de Medicina, a Fundação Benedito Pereira Nunes, uma entidade mantenedora, iniciou em outubro de 1966 as obras necessárias à sua implantação; isto para atender à forte demanda comunitária para que tivéssemos uma escola médica que formasse médicos de acordo com suas necessidades sociais e que também contemplasse um contingente grande de jovens universitários que tinham que se deslocar para os grandes centros a procura de ensino superior médico. Apesar de planejada para funcionar a partir de 1968, teve que acelerar suas obras para, atendendo às contingências daquele momento universitário brasileiro, ser inaugurada em 14 de outubro de 1967, pondo a prova a capacidade de trabalho, rapidez e organização de seus fundadores.
Proporciona formação em medicina de caráter amplo e abrangente, científica e humanitária, com capacidade para desempenhar a profissão médica e a adquirir formação especializada na pós-graduação a partir da base sólida. Apresenta uma intensa preocupação com a Avaliação Institucional como parte do processo constante de repensar a escola e promover transformações que melhorem sua qualidade sem fugir de seu referencial. Possui especial motivação pela integração pela integração docente-assistencial, mantendo participação de nossos alunos e professores em unidades assistenciais ligadas ao Sistema Único de Saúde, aproximando com isto nossos formandos da realidade das ações de saúde. Busca promover um ensino integrado com as ações primárias, secundárias, terciárias e quaternárias promotoras ou recuperadoras de saúde. Este objetivo fica claramente apresentado com as atividades realizadas no Centro de Saúde Escola de Custodópolis, na integração com o Hospital dos Plantadores de Cana e na concretização plena de um marco na transformação da qualidade da saúde em nossa região, Hospital Escola Álvaro Alvim. 

### Hospital Escola Álvaro Alvim
O Hospital Escola Álvaro Alvim (HEAA) teve a sua condição plena de hospital escola alcançada em 12 de junho de 1995, quando foi delegada pela Fundação Benedito Pereira Nunes à Faculdade de Medicina de Campos a tarefa de elaborar o projeto de regimento para o hospital. Esta iniciativa propiciou a que se estabelecessem as normas de funcionamento e organização tendo como princípios os modelos pedagógicos e assistenciais preconizados e definidos pela nossa escola médica, incluindo-se também a atenção prioritária do câncer, tornando com isto indissociáveis o Ensino, a Assistência, a Pesquisa e a Extensão. 
A Faculdade de Medicina de Campos é uma da poucas faculdades de medicina privadas no Brasil que possui uma unidade hospitalar própria para o ensino prático dos seus estudantes. Integra a estrutura disponível aos discentes dos cursos de Graduação em Medicina e Farmácia. Com atendimento predominante aos usuários do Sistema Único de Saúde, segue como referência no atendimento de clínica médica, doenças cardiovasculares, oncologia clínica e cirúrgica. O HEAA possui também um programa de Residência Médica que abrange várias especialidades médicas.

## Ensino
- Graduação Medicina
- Graduação Farmácia
- Pesquisa
- Extensão